# AN/BQS-13
AN/BQS-13 – pasywno-aktywny amerykański system sonarowy skonstruowany pierwotnie dla okrętów podwodnych typu Sturgeon, wchodzący jednak również w skład systemu AN/BQQ-6 używanego w okrętach podwodnych typu Ohio, który zaczerpnął z niego sferyczna antenę dziobową.